# Caio Paulista
Caio Fernando de Oliveira (São Paulo, 11 de mayo de 1998), conocido como Caio Paulista, es un futbolista brasileño. Juega de defensa y su equipo es el Atlético Mineiro de la Serie A.

## Trayectoria
Terminó su formación como jugador en las inferiores del Tombense, y debutó en 2018 durante su préstamo en el Avaí de la Série B donde su club consiguió el tercer lugar y el ascenso a la Séria A. Tras la promoción, su cesión fue extendida y Caio disputó 26 encuentros en la primera división.
El 8 de enero de 2020, fue cedido al Fluminense, club que luego ficharía al jugador en la próxima temporada.Como jugador del Flu, fue cedido al São Paulo en 2023.
De cara a la temporada 2024, firmó por cinco años en el Palmeiras.

## Estadísticas
Actualizado al último partido disputado el 18 de febrero de 2025.
| Club                      | Div.          | Temporada     | Liga  | Liga  | Estatal | Estatal | Copas nacionales | Copas nacionales | Copas internacionales | Copas internacionales | Total | Total |
| Club                      | Div.          | Temporada     | Part. | Goles | Part.   | Goles   | Part.            | Goles            | Part.                 | Goles                 | Part. | Goles |
| ------------------------- | ------------- | ------------- | ----- | ----- | ------- | ------- | ---------------- | ---------------- | --------------------- | --------------------- | ----- | ----- |
| Avaí F. C. · Brasil       | 2.ª           | 2018          | 0     | 0     | 2       | 0       | 0                | 0                | —                     | —                     | 2     | 0     |
| Avaí F. C. · Brasil       | 1.ª           | 2019          | 26    | 0     | 8       | 0       | 1                | 0                | —                     | —                     | 35    | 0     |
| Avaí F. C. · Brasil       | Total club    | Total club    | 26    | 0     | 10      | 0       | 1                | 0                | 0                     | 0                     | 37    | 0     |
| Fluminense F. C. · Brasil | 1.ª           | 2020          | 22    | 3     | 9       | 0       | 0                | 0                | 1                     | 0                     | 32    | 3     |
| Fluminense F. C. · Brasil | 1.ª           | 2021          | 27    | 2     | 9       | 0       | 3                | 0                | 6                     | 2                     | 45    | 4     |
| Fluminense F. C. · Brasil | 1.ª           | 2022          | 27    | 1     | 6       | 0       | 8                | 0                | 3                     | 1                     | 44    | 2     |
| Fluminense F. C. · Brasil | 1.ª           | 2023          | —     | —     | 1       | 0       | —                | —                | —                     | —                     | 1     | 0     |
| Fluminense F. C. · Brasil | Total club    | Total club    | 76    | 6     | 25      | 0       | 11               | 0                | 10                    | 3                     | 122   | 9     |
| São Paulo F. C. · Brasil  | 1.ª           | 2023          | 28    | 1     | 9       | 1       | 7                | 1                | 6                     | 2                     | 50    | 5     |
| São Paulo F. C. · Brasil  | Total club    | Total club    | 28    | 1     | 9       | 1       | 7                | 1                | 6                     | 2                     | 50    | 5     |
| S. E. Palmeiras · Brasil  | 1.ª           | 2024          | 24    | 0     | 10      | 0       | 3                | 0                | 2                     | 0                     | 39    | 0     |
| S. E. Palmeiras · Brasil  | 1.ª           | 2025          | —     | —     | 2       | 0       | —                | —                | —                     | —                     | 2     | 0     |
| S. E. Palmeiras · Brasil  | Total club    | Total club    | 24    | 0     | 12      | 0       | 3                | 0                | 2                     | 0                     | 41    | 0     |
| Atlético Mineiro · Brasil | 1.ª           | 2025          | 0     | 0     | 1       | 0       | 1                | 0                | 0                     | 0                     | 2     | 0     |
| Atlético Mineiro · Brasil | Total club    | Total club    | 0     | 0     | 1       | 0       | 1                | 0                | 0                     | 0                     | 2     | 0     |
| Total carrera             | Total carrera | Total carrera | 154   | 7     | 57      | 1       | 23               | 1                | 18                    | 5                     | 252   | 14    |

## Palmarés

### Títulos estatales
| Título                 | Club             | Estado         | Año  |
| ---------------------- | ---------------- | -------------- | ---- |
| Campeonato Catarinense | Avaí F. C.       | Santa Catarina | 2019 |
| Campeonato Carioca     | Fluminense F. C. | Río de Janeiro | 2022 |
| Campeonato Carioca     | Fluminense F. C. | Río de Janeiro | 2023 |

### Títulos nacionales
| Título         | Club            | País   | Año  |
| -------------- | --------------- | ------ | ---- |
| Copa de Brasil | São Paulo F. C. | Brasil | 2023 |